# Park prirode Telašćica
Park prirode Telašćica este o arie protejată (sit de importanță comunitară — SCI) din Croația întinsă pe o suprafață de 6.999,28 ha, integral pe uscat.

## Localizare
Centrul sitului Park prirode Telašćica este situat la coordonatele 43°53′28″N 15°10′06″E / 43.891222°N 15.1682°E.

## Înființare
Situl Park prirode Telašćica a fost declarat sit de importanță comunitară în iulie 2013 pentru a proteja 5 specii de animale.

## Biodiversitate
Situată în ecoregiunile marină mediteraneană și mediteraneană, aria protejată conține 9 habitate naturale: Tufărișuri termo-mediteraneene și de pre-deșert, Peșteri marine scufundate complet sau parțial, Straturi cu Posidonia (Posidonion oceanicae), Lagune de coastă, Pante stâncoase calcaroase cu vegetație casmofită, Recifuri, Golfuri mici largi și golfuri puțin adânci, Faleze cu vegetație de Limonium spp. endemic de pe coastele mediteraneene, Pseudostepă cu ierburi și specii anuale de Thero-Brachypodietea.
La baza desemnării sitului se află mai multe specii protejate:
- mamifere (4): liliac cu aripi lungi (Miniopterus schreibersii), liliac cu urechi de șoarece (Myotis blythii), liliac cărămiziu (Myotis emarginatus), liliacul mare cu potcoavă (Rhinolophus ferrumequinum)
- reptile (1): Elaphe situla

Pe lângă speciile protejate, pe teritoriul sitului au mai fost identificate 11 specii de plante.